# Grand Prix automobile de France
Le Grand Prix automobile de France (officiellement appelé Grand Prix de l'ACF jusqu'en 1967 à sa cinquante-troisième édition) est une course automobile sur circuit créée en 1906. Il a figuré au calendrier du championnat du monde de Formule 1 de 1950 à 2008 sur sept circuits différents, exception faite de l'année 1955 où l'épreuve a été annulée à la suite du drame des 24 Heures du Mans. L'épreuve s'est déroulée sur le circuit de Nevers Magny-Cours de 1991 à 2008, avant d'être retirée du calendrier pour une période de dix ans. 
Le Grand Prix fait son retour lors de la saison 2018 le 24 juin 2018 sur le circuit Paul-Ricard qui a déjà accueilli l'épreuve à quatorze reprises entre 1971 et 1990. La manche française, doyenne des Grand Prix (puisque le premier fut couru en 1906 au Mans), redevient alors un des Grands Prix les plus anciens du championnat, en compagnie de ceux de Grande-Bretagne, de Monaco, d'Italie et de Belgique, eux aussi disputés lors de la saison inaugurale de la Formule 1 en 1950. Michael Schumacher y détient un record de huit victoires.

## Historique

### Courses sur routes publiques

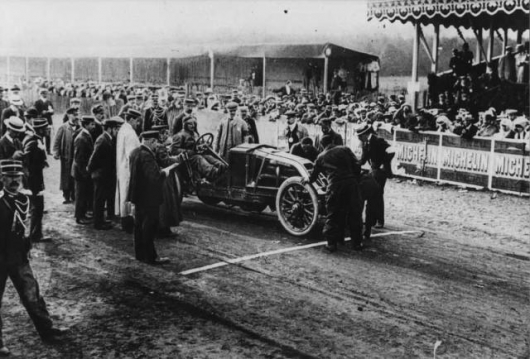
Grille de départ du Grand Prix de France 1906.

Créé en 1906 (neuvième édition dite de l'ACF), le Grand Prix de France est un des doyens des Grands Prix automobiles et la première épreuve automobile d'envergure nationale à porter le nom de Grand Prix. À la suite des accidents qui marquèrent la course automobile Paris-Madrid en 1903, l'Automobile Club de France et les autorités imposent la tenue d'épreuves sur circuit fermé. En 1905 est organisée la dernière Coupe automobile Gordon Bennett car l'ACF décide de ne plus participer à cette épreuve (où chaque nation était représentée par trois voitures), estimant que la France ne possédait pas une chance de vaincre proportionnelle à l'importance de son industrie automobile de l'époque. Le Mans fait rapidement acte de candidature et la ville qui a vu naître la première voiture commercialisée (Amédée Bollée) reçoit, le 26 juin 1906, trente-deux voitures pour le Grand Prix automobile de France 1906, sur un circuit de 103,16 km constitué presque uniquement de lignes droites. Contrairement aux courses de ville à ville, le secteur routier utilisé pour la course est fermé à la circulation. Pour contourner certains villages, les organisateurs mettent en place des déviations en bois. De plus, on goudronne « à chaud » le revêtement qui forme des escarbilles brûlantes arrivant à s'immiscer jusque derrière les lunettes spéciales des pilotes. Le Hongrois Ferenc Szisz remporte cette course longue de 12 heures sur une Renault. Les travaux coûtent fort cher et le bilan financier est catastrophique. L'année suivante, la longueur du circuit est réduite de moitié. On délocalise ainsi les éditions 1907 et 1908 sur le petit circuit de Dieppe, nettement moins coûteux. 
Originellement officiellement dénommé Grand prix de l'ACF, l'appellation « 1er Grand Prix de France » est employée par l'ACSO pour l'édition 1911.
La course de 1913 est remportée par Georges Boillot sur un circuit de 31,6 km près d'Amiens. Cinq personnes sont tuées pendant les essais et le weekend de course. L'épreuve de 1914, sur un circuit de 37,6 km près de Lyon, est une bataille âprement disputée entre les Peugeot françaises et les Mercedes allemandes.
En raison de la Première Guerre mondiale et aux dégâts infligés à la France, le Grand Prix ne réapparaît qu'en 1921, remporté par l'Américain Jimmy Murphy sur le circuit du Mans. Bugatti fait ses débuts lors la course de 1922 sur un circuit routier public de 13 km près de Strasbourg proche du siège de Bugatti à Molsheim. Cette course est un duel entre Bugatti et Fiat, vainqueur avec Felice Nazzaro. La course de 1923 près de Tours est remportée par le Britannique Henry Segrave sur Sunbeam, la dernière voiture britannique à remporter un Grand Prix officiel jusqu'à Stirling Moss sur Vanwall au Grand Prix Britannique de 1957. La course de 1924 se déroule à Lyon, sur une variante raccourcie du circuit utilisé en 1914. La Bugatti Type 35 et l'Alfa Romeo P2 y débutent.

### Premiers circuits permanents et autres circuits routiers publics
En 1925 fut construit le premier autodrome permanent de France, appelé Autodrome de Linas-Montlhéry, situé à 32 km au sud de Paris. Le circuit de 12,3 km comprenait un talus de béton à 51 degrés, un parcours sur route en asphalte et des installations modernes, y compris des garages et des tribunes. Les Français ont été invités à construire un circuit de course après la construction de Brooklands en Angleterre en 1907 et Indianapolis aux États-Unis en 1908 a incité d'autres nations à construire des circuits de course, et après la Première Guerre mondiale, Monza en Italie et Stiges-Terramar en Espagne fut également ouvert en 1923, suivi de Montlhéry, puis de Miramas au sud, puis du Nürburgring en Allemagne en 1927. Il fut le premier à remporter le Grand Prix de l'ACF en 1925 dans le cadre du premier championnat du monde des constructeurs, les premiers Grands Prix ont été regroupés pour former un championnat. Le circuit a attiré des foules énormes et ils ont été témoins de la vue spectaculaire des voitures rapides qui couraient sur le parcours abrupt des banking et de l'asphalte de Montlhéry, qui avait de nombreux virages rapides et était situé dans une forêt. La première course à Montlhéry a été marquée par l'accident mortel d'Antonio Ascari dans une Alfa P2. Miramas, un autre autodrome permanent achevé en 1926, a accueilli la course cette année-là. Cette course a vu seulement 3 Bugatti se présenter à la course gagnée par le Français Jules Goux, qui avait gagné l'Indianapolis 500 en 1913.
La course de 1927 à Montlhéry a été remportée par le Français Robert Benoist dans un Delage. 1929 a vu un bref retour au Mans, qui a été remporté par William Grover-Williams dans une Bugatti; c'était l'homme qui avait remporté le tout premier Grand Prix de Monaco plus tôt dans l'année. Le Grand Prix de France de 1930 à Pau fut l'un des Grands Prix français les plus mémorables de la période d'avant la Seconde Guerre mondiale. Cette course, qui s'est déroulée en septembre sur un circuit routier public triangulaire de 15,8 km à quelques kilomètres de l'actuelle piste de Pau, a vu un célèbre Blower Bentley disputer la course avec le Britannique Tim Birkin au volant. Les Bentley avaient dominé les 24 Heures du Mans, mais ce souffleur Bentley avait ses phares et garde-boue enlevés, car ils n'étaient pas nécessaires pour cette course; en lui donnant l'apparence d'une voiture à roues ouvertes. La Bentley a bien performé - sur ce circuit très rapide qui convenait en fait à la puissante Bentley, Birkin passait les stands à 130 miles par heure (très rapide pour l'époque), et dépassait voiture après voiture - à la stupéfaction de la foule. Mais malheureusement, il a terminé 2e au Français Phillippe Etancelin dans une Bugatti.
Montlhéry fera également partie de la deuxième ère du championnat du Grand Prix, le Championnat d'Europe quand il débutera en 1931. D'autres circuits routiers publics à proximité de villes comme Le Mans, Saint-Gaudens ont également accueilli le Grand Prix de France, comme le rapide circuit de Reims-Gueux, situé près de Reims. Mais de 1933 à 1937, Montlhéry devint le seul hôte de l'événement. Le Grand Prix de France de 1934 marque le retour de Mercedes-Benz au Grand Prix après 20 ans, avec une toute nouvelle voiture, équipe, direction et pilotes, dirigée par Alfred Neubauer. 1934 était l'année où les Flèches d'Argent ont fait leurs débuts (un effort lourdement financé par le Troisième Reich d'Hitler), avec Auto Union ayant déjà lancé sa puissante voiture de Type A à moteur central pour une course à AVUS en Allemagne. Bien que le pilote monégasque Louis Chiron ait gagné dans une Alfa, les Flèches d'Argent ont dominé la course. Les voitures allemandes de haute technologie semblaient flotter sur les bancs de béton à Montlhery où toutes les autres voitures semblaient visiblement affectées par la surface de béton. Les chicanes ont été placées à certains endroits sur le circuit à très grande vitesse dans un effort des Français pour ralentir les voitures allemandes très rapides pour la course de 1935, mais cet effort n'a pas abouti puisque la superstar de Mercedes Rudolf Caracciola a gagné cette année.

### Reims, Rouen et Charade
Le Grand Prix de France revient sur le circuit de Reims-Gueux en 1938 et 1939 au cours desquels les Flèches d'Argent poursuivent leur domination. Pour l'occasion, les lignes droites du circuit sont élargies et ses installations modernisées. 
En raison de la Seconde Guerre mondiale la course n'est pas courue entre 1940 et 1946. 
Le Grand Prix fait son retour en 1947 sur le circuit de Parilly près de Lyon. Les années suivantes, le Grand Prix se tient à Reims-Gueux, où un autre constructeur, Alfa Romeo, domine l'événement pendant quatre ans. En 1950, première année du championnat du monde de Formule 1, la course est remportée par l'Argentin Juan Manuel Fangio, qui remporte également la course de l'année suivante. Cette manche reste la plus longue course de Formule 1 en termes de distance parcourue (hors 500 miles d'Indianapolis), totalisant 601,8 km.
En 1952, le Grand Prix de France a lieu pour la première fois sur le circuit de Rouen-Les-Essarts, un circuit principalement composé de virages à grande vitesse. 
En 1953, la course revient à Reims, où le circuit, composé à l'origine de trois lignes droites (avec quelques légers replis) et de trois virages lents, a été modifié afin de contourner la ville de Gueux, ce qui le rend encore plus rapide. Reims compte maintenant deux lignes droites, deux virages très rapides et deux virages lents. Cette course est devenue un classique, avec un duel opposant Fangio dans une Maserati et le Britannique Mike Hawthorn dans une Ferrari, ce dernier finissant par l'emporter. 
1954 marque le retour de Mercedes sur les courses de haut niveau dirigée par Alfred Neubauer, vingt ans après leur premier retour en Grand Prix en France. Après deux victoires pour l'équipe Maserati cette année-là à Buenos Aires et Spa, Fangio pilote alors pour la marque de Stuttgart. Avec son coéquipier Karl Kling, ils dominent la course de bout en bout avec leurs W196. Ce n'était pas une victoire populaire - Mercedes, un constructeur automobile allemand, avait gagné sur le sol français - seulement neuf ans après la fin de l'occupation allemande de la France. 
En 1955, le Grand Prix est annulé à cause de la catastrophe du Mans. La marque Mercedes se retire de toutes les courses à la fin de cette année. 
La course revient à Reims en 1956, puis à Rouen-Les-Essarts (rallongé) en 1957, et de nouveau à Reims de 1958 à 1961, puis en 1963 et pour la dernière fois en 1966. La course de 1958 est marquée par l'accident mortel de l'Italien Luigi Musso, au volant d'une Ferrari. C'est aussi la dernière course de F1 de Fangio. Hawthorn, qui comme beaucoup d'autres pilotes à l'époque tenait Fangio en très haute estime, est sur le point de lui prendre un tour dans le dernier tour sur la ligne des stands, il ralentit et laisse Fangio (au volant d'une Maserati désuète) franchir la ligne devant lui pour que le respecté pilote argentin complète la course. Hawthorn gagne et Fangio terminera quatrième.
Rouen-Les-Essarts accueille à nouveau le Grand Prix en 1962 et 1964. L'Américain Dan Gurney remporte ces deux épreuves, une avec Porsche et une autre avec Brabham. 
En 1965, la course se déroule sur le circuit de Charade, long de 8 km, dans les collines entourant la ville natale de Michelin, Clermont-Ferrand. Contrairement aux longues lignes droites qui constituaient le circuit de Reims-Gueux et les courbes rapides qui composaient le circuit de Rouen, Charade était connu comme un mini-Nürburgring et était sinueux et très exigeant. 
En 1967, la course se tient sur le court circuit Bugatti au Mans, mais le circuit ne fait pas l'unanimité chez les pilotes comme pour le public. Ce sera la première et la dernière course de Formule 1 sur ce tracé. 
En 1968, Rouen-Les-Essarts accueille à nouveau l'événement, entaché par l'accident du français Jo Schlesser, qui se tue dans le virage très rapide de Six Frères. C'est le dernier Grand Prix de Formule 1 pour ce circuit.
Les deux années suivantes (1969 et 1970), le Grand Prix de France retourne en Auvergne sur le circuit de Charade.
En 1971, la Formule 1 découvre le nouveau circuit Paul-Ricard. Situé non loin de Marseille, le « Paul-Ricard » était un nouveau type d'installation moderne, un peu comme Montlhéry l'avait été dans les années 1920. Il y avait des zones de dégagement, une piste large et de vastes zones d'observation pour les spectateurs. 
Charade accueille le Grand Prix de France une dernière fois en 1972. Les Formule 1 sont alors devenues trop rapides pour ce type de circuit tracé sur des voies publiques. En raison de la présence de roches sur les bords de la piste, l'Autrichien Helmut Marko est touché aux yeux par une pierre projetée par le Brésilien Emerson Fittipaldi, ce qui met fin à sa carrière de pilote.

### Paul Ricard et Dijon-Prenois
La Formule 1 revient sur le circuit Paul-Ricard en 1973. Le circuit dispose d'une école de conduite, dirigée par les frères Knight et Simon Delatour, Winfield. L'épreuve se déroule sur le nouveau circuit de Prenois, près de Dijon en 1974 avant de revenir à Paul Ricard en 1975 et 1976. La course devait se dérouler à Clermont-Ferrand en 1974 et 1975 mais le circuit a été jugé trop dangereux pour la Formule 1. Le "Ricard" organise la course les années paires et Dijon dans les années impaires, sauf en 1983. 
1977 voit la construction d'une nouvelle partie du circuit de Dijon (Parabolique) pour augmenter les temps au tour qui étaient presque au-dessous de la minute en 1974 ; Andretti sort vainqueur d'une bataille contre John Watson. Les coéquipiers de Lotus Mario Andretti et Ronnie Peterson dominent l'édition 1978 avec leurs Lotus 79. En 1979, le duel de fin de course pour la seconde place entre René Arnoux dans une V6 Renault turbocompressée de 1,5 litre et Gilles Villeneuve dans une Ferrari Flat-12 de 3 litres est considéré comme l'un des plus fameux. Jean-Pierre Jabouille remporte, sur Renault, la première victoire d'un moteur turbo. En 1981, lors de sa deuxième saison, le débutant Alain Prost remporte sa première victoire en Formule 1 sur sa Renault, lors d'une édition longuement interrompue par la pluie. En 1982 quatre Français terminent aux quatre premières places, tous sur une voiture à moteur turbo (Arnoux devance Prost et les pilotes Ferrari Didier Pironi et Patrick Tambay). Prost gagne l'année suivante en battant Nelson Piquet.
Le circuit de Dijon-Prénois est utilisé pour la dernière fois en 1984 ; seule Tyrrell Racing engage encore un moteur Cosworth V8 atmosphérique. La Fédération internationale du sport automobile ayant mis en place une politique de contrats à long terme avec un seul circuit par Grand Prix, le Ricard est choisi pour accueillir la course de 1985 à 1990. À partir de 1986, à la suite de l'accident mortel d'Elio De Angelis aux virages rapides de Verrière, la Formule 1 utilise une version raccourcie du circuit. Prost remporte les trois dernières courses ; en 1988 il dépasse son coéquipier Ayrton Senna et lui tient tête jusqu'à la fin. En 1990, l'Italien Ivan Capelli et le Brésilien Maurício Gugelmin créent la surprise au volant des Leyton-House qui n'avaient pas réussi à se qualifier lors de la course précédente, au Mexique. Prost, sur Ferrari dépasse Capelli à trois tours du terme pour remporter la victoire.

### Magny-Cours
En 1991, la course est déplacée sur le circuit de Nevers Magny-Cours, où elle se déroula durant 17 ans. Le transfert à Magny-Cours avait pour but de stimuler l'économie de la région, mais beaucoup dans la Formule 1 se sont plaints de la nature éloignée du circuit. Parmi les faits marquants de l'arrivée de Magny-Cours au Grand Prix de France, on peut citer la finale de Prost lors de 6 victoires à domicile en 1993 et la victoire de Michael Schumacher au championnat 2002 après seulement 11 courses. Les courses de 2004 et 2005 ont été mises en doute en raison de problèmes financiers et de l'ajout de nouveaux circuits au calendrier de Formule 1. Ces courses se sont déroulées comme prévu, mais l'avenir était encore incertain.
Le 29 mars 2007, la FFSA, promoteur de la course, a annoncé que le Grand Prix de France 2008 était suspendu pour une durée indéfinie. Cette suspension était due à la situation financière du circuit, connu pour être détesté par beaucoup de F1 en raison de l'emplacement du circuit. Le 31 mai, Bernie Ecclestone a confirmé (à l'époque) que le Grand Prix de France 2007 serait le dernier à avoir lieu à Magny-Cours. Cela n'a pas été le cas, le financement de la course de 2008 a été trouvé, et constitue le dernier Grand Prix de France à Magny-Cours, avant le retour de l'épreuve, en 2018, au Castellet.

### Retour après dix ans d'absence
Le contrat liant la Formula One Management à la société gérant le circuit de Magny-Cours était valide jusqu'en 2009 mais la FFSA (organisateur et promoteur de l'épreuve), estimant que toutes les conditions n'étaient pas réunies pour le financement de l'événement, renonce au statut de promoteur financier, ce qui provoque l'annulation de l'édition 2009, faute de promoteur.
La FFSA a eu pour projet de réorganiser le Grand Prix à partir de 2011, sur un nouveau tracé situé en région parisienne. Après de multiples propositions, dont une au Parc Disneyland, une à Versailles et une autre à Flins-sur-Seine, sur un site situé à côté de l'usine Renault, deux projets restent en lice : Val de France, à Sarcelles près de l'aéroport de Roissy Charles-de-Gaulle et un projet de modernisation du circuit de Nevers Magny-Cours. Enfin, le circuit Paul-Ricard est également candidat à l'organisation du Grand Prix de France qu'il a accueilli à de nombreuses reprises entre 1971 et 1990.
Courant 2011, le gouvernement français se saisit de l'affaire et le Premier ministre François Fillon crée une cellule d'étude du projet dirigée par Gilles Dufeigneux, délégué aux grands événements sportifs. Les efforts se concentrent sur l'idée d'une alternance des Grands Prix de France et de Belgique. Après l'abandon des autres projets, l'épreuve pourrait donc être organisée une année sur deux sur le circuit Paul Ricard. Le Premier Ministre se rend sur le circuit Paul Ricard le 30 mars et annonce le retour du Grand Prix de France au Castellet pour « des raisons techniques, historiques et financières ». 
Le 5 décembre 2016, lors d'une conférence de presse organisée au siège de l'Automobile Club de France, la réintégration de l'épreuve au championnat du monde 2018, sur le circuit du Castellet, est officialisée. L'accord, pour cinq ans, est signé avec la Formula One Management par Christian Estrosi, président de la région Provence-Alpes-Côte d'Azur qui est l'actionnaire principal du Groupement d'intérêt public, organisateur du Grand Prix. Le budget s'élève à 30 millions d'euros : 14 millions d'euros de billetterie (66 500 spectateurs attendus), deux millions d'euros de contrats de partenariats et 14 millions d'euros de subvention des collectivités territoriales. Une étude du cabinet Deloitte estime l'impact économique à 65 millions d'euros. Le retour du Grand Prix de France au calendrier a lieu le 24 juin 2018, pour la 49e édition de la manche française depuis 1950, la quinzième sur la tracé varois depuis 1971.
En août 2022, Stefano Domenicali annonce la décision de ne pas renouveler le contrat, en raison de la volonté d'équilibrer les courses entre les différents continents et de privilégier des Grands Prix plus rentables.
Dans une interview accordée à L'Équipe en mai 2024, Christian Estrosi se prononce en faveur d'un retour de la Formule 1 en France, évoquant plusieurs options pour l'accueillir dont la création d'un Grand Prix de Nice autour de l'Allianz Riviera.

## Les différents circuits utilisés

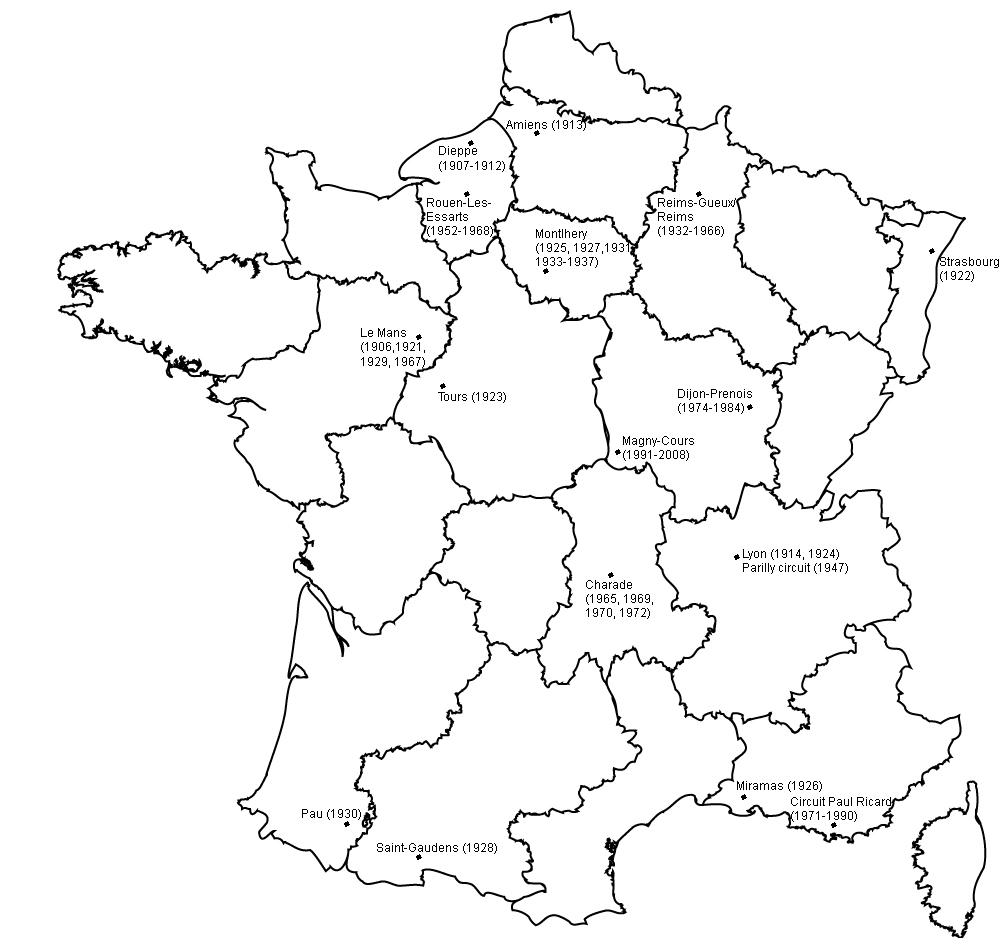
Localisation des circuits utilisés au cours des années.
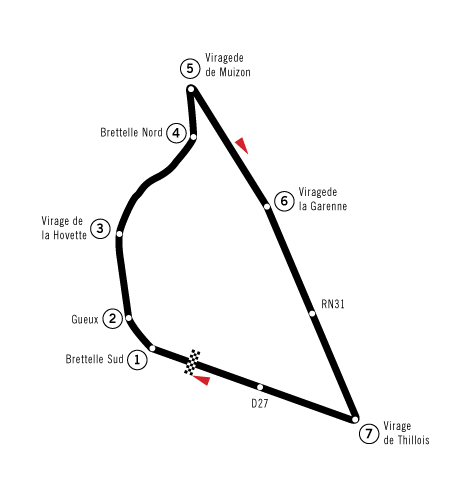
Circuit de Reims-Gueux.
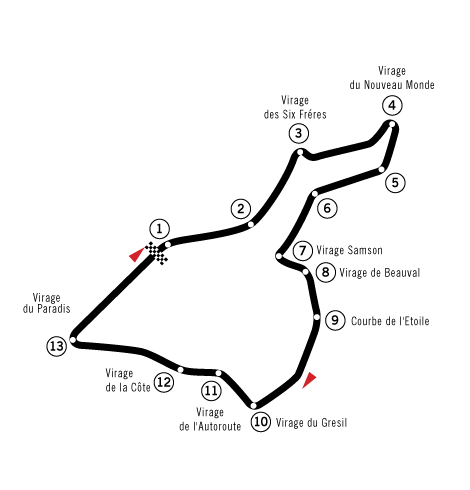
Circuit de Rouen-les-Essarts.
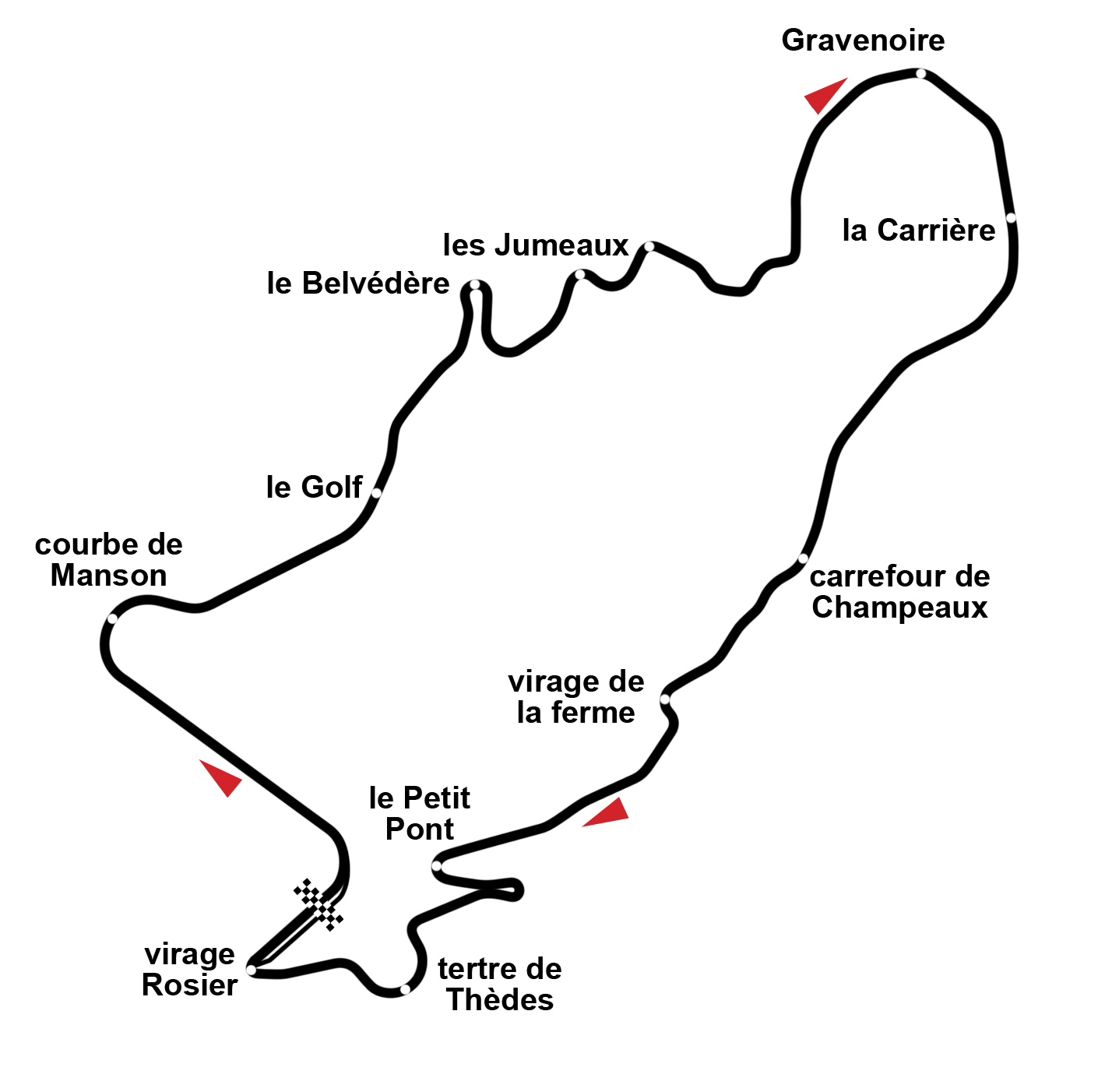
Circuit de Charade.
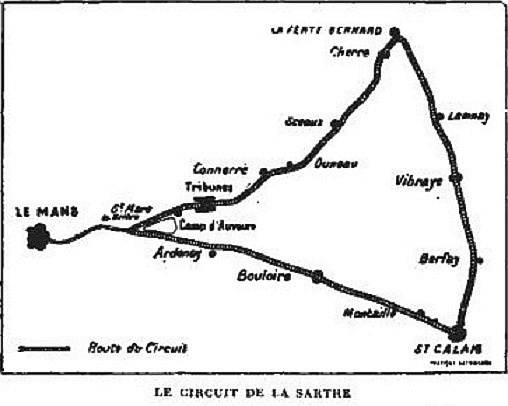
Circuit de la Sarthe au Mans.
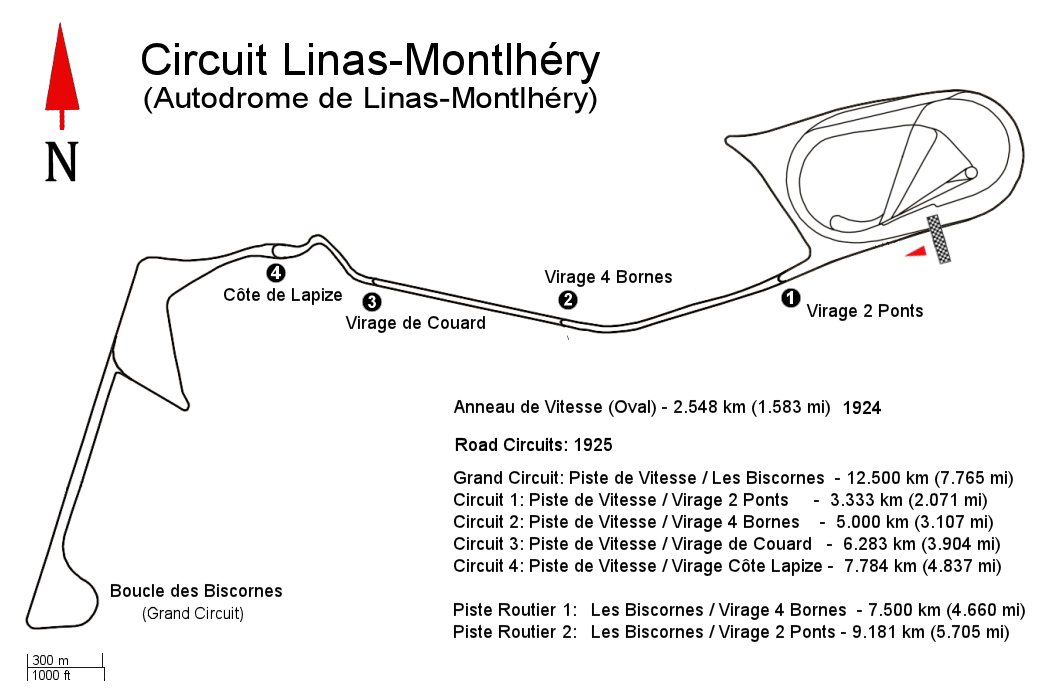
Circuit de Linas-Montlhéry.
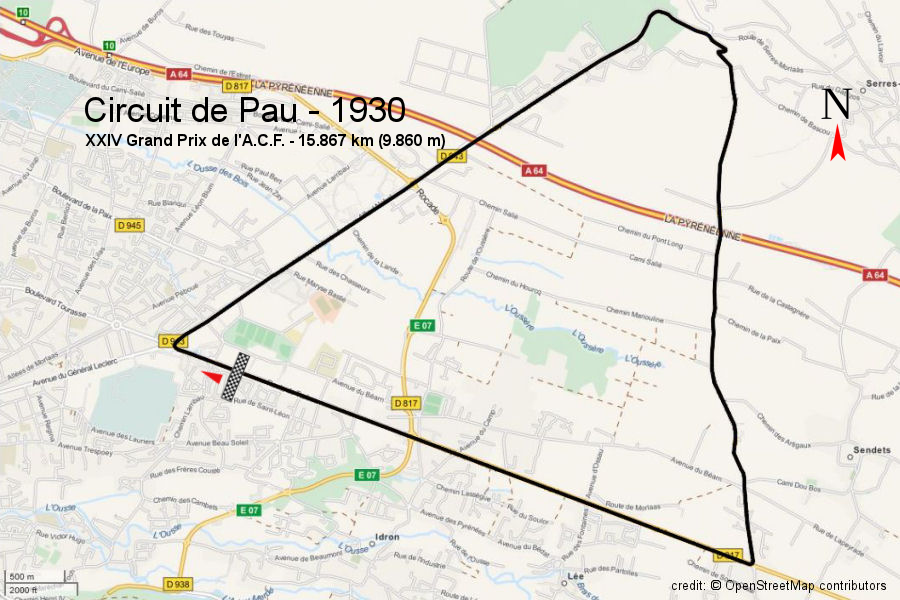
Grand circuit de Pau.
Circuit de Dijon-Prenois.
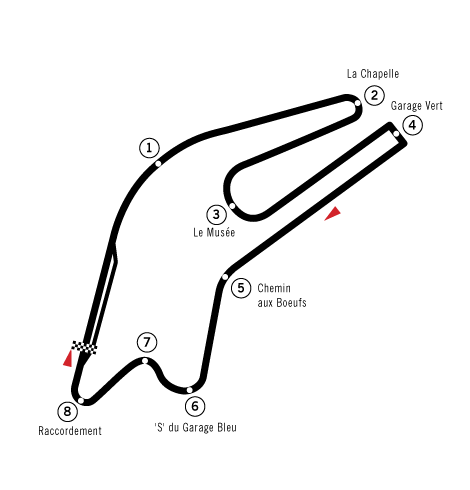
Circuit Bugatti du Mans.
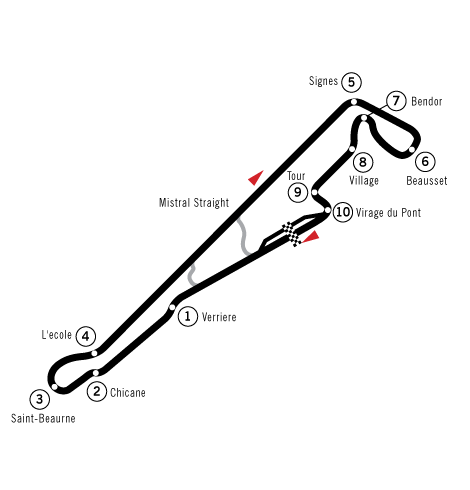
Circuit Paul-Ricard (1970 à 1990).
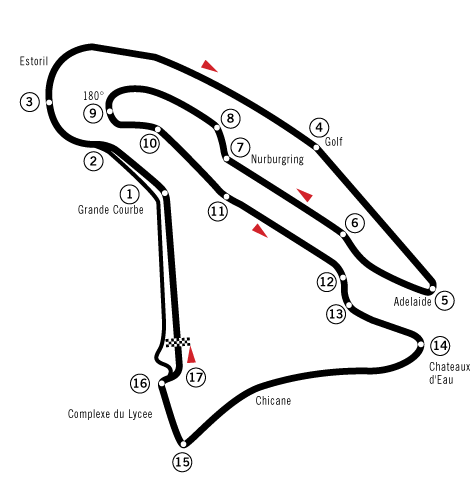
Circuit de Nevers Magny-Cours.
Circuit Paul-Ricard (2018).

### Records du circuit de Magny-Cours
- Record du tour :  Fernando Alonso en 1 min 13 s 698 (2004, Renault)
- Record du tour en course :  Michael Schumacher en 1 min 15 s 378 (2004, Ferrari)

## Faits marquants
- GP de France 1953 : Présentée par la presse spécialisée de l'époque comme la « course du siècle », l'épreuve est le théâtre d'un affrontement au sommet entre les armadas Ferrari et Maserati. Juan Manuel Fangio (sur Maserati) semble en mesure de faire trébucher les Ferrari pour la première fois depuis près de 18 mois, mais au prix d'une manœuvre de dépassement « virile » dans le dernier virage, le jeune britannique Mike Hawthorn remporte sa première victoire, tout en conservant l'invincibilité de la marque au cheval cabré.
- GP de France 1954 : L'événement de la course est la présence au départ des « Flèches d'Argent » Mercedes, absente des Grands Prix depuis 1939. Dès leur première apparition, les W196 font preuve de leur supériorité et Fangio remporte facilement la course devant son coéquipier Karl Kling, laissant la Ferrari de Robert Manzon à un tour.
- GP de France 1957 : Annoncé sur le déclin après une saison 1956 en demi-teinte bien que ponctuée d'un quatrième titre de champion du monde, Fangio (sur Maserati) livre une leçon de pilotage sur le circuit de Rouen-les-Essarts. Obligé de composer avec des pneus à l'agonie, il gratifie notamment les spectateurs de spectaculaires passages tout en glisse dans la descente du « Nouveau Monde ». Sa victoire le rapproche de son cinquième et dernier titre mondial.
- GP de France 1958 : Mike Hawthorn (Ferrari) gagne sa seule course de la saison, ce qui ne l'empêche pas de remporter le titre mondial. Marqué par l'accident mortel de Luigi Musso (Ferrari), le Grand Prix est également celui des adieux à la compétition de Fangio. Obligé de composer avec une Maserati vieillissante, en proie à un embrayage cassé, le pilote argentin est proche de subir l'humiliation de se faire prendre un tour en fin de course par Hawthorn. Par respect, l'Anglais reste derrière lui et en réponse aux interrogations des journalistes sur son attitude, a ce mot resté célèbre : « On ne prend pas un tour à Fangio ».
- GP de France 1961 : Débutant en championnat du monde (il a déjà disputé et remporté deux Grand Prix de Formule 1 hors-championnat, mais face à une opposition hétérogène), le pilote italien Giancarlo Baghetti s'impose au volant d'une Ferrari privée engagée par la fédération italienne. Si l'on excepte Giuseppe Farina (GP inaugural du championnat en 1950) et Johnnie Parsons (premier Indy 500 comptant pour le championnat), Baghetti est le seul pilote à s'être imposé dès ses débuts en championnat du monde.
- GP de France 1968 : Disputée dans des conditions météorologiques exécrables, la course est marquée par l'accident mortel du pilote français Jo Schlesser (Honda), dont ce furent les débuts en Formule 1. Vainqueur de son premier Grand Prix, Jacky Ickx (Ferrari) dépose son bouquet de fleurs sur le lieu de l'accident.
- GP de France 1979 : Jean-Pierre Jabouille (Renault) remporte son premier Grand Prix mais, surtout, fait triompher pour la première fois une monoplace à moteur turbocompressé. C'est une victoire 100 % française - pilote, châssis, moteur et pneumatiques (Michelin). Son succès est pourtant en grande partie éclipsé par le duel que se sont livré dans les derniers tours pour le gain de la deuxième place Gilles Villeneuve (Ferrari) et René Arnoux (Renault).
- GP de France 1981 : sur le circuit de Dijon-Prenois, Alain Prost, au volant d'une Renault, remporte sa première victoire en Formule 1.
- GP de France 1982 : Les pilotes français sont à l'honneur sur leurs terres puisqu'ils réalisent un quadruplé historique (dans l'ordre : René Arnoux, Alain Prost, Didier Pironi et Patrick Tambay). Sur le podium, la tension est palpable entre Arnoux et Prost, équipiers chez Renault. Prost, mieux placé qu'Arnoux dans la course au titre, lui reproche de ne pas avoir joué le « jeu d'équipe » comme il s'y était, d'après lui, engagé avant le départ.
- GP de France 1989 : Alain Prost s'impose pour la quatrième fois à domicile au terme d'une course marquée par le spectaculaire accident de Maurício Gugelmin au premier départ, et par les débuts prometteurs de Jean Alesi qui finit quatrième.
- GP de France 1990 : à mi-course, l'Italien Ivan Capelli, au volant d'une Leyton House, s'empare du commandement au bénéfice des arrêts aux stands. Il est rejoint par son coéquipier Mauricio Gugelmin un tour plus tard. Les voitures britanniques semblent parties pour un inattendu doublé lorsque le Brésilien est dépassé par la Ferrari d'Alain Prost à 26 tours de l'arrivée et abandonne sur surchauffe moteur quelques tours plus tard. Le Français dépasse Capelli à trois tours de l'arrivée et remporte la course. Ce Grand Prix marque l'unique podium de l'écurie Leyton House en Formule 1.
- GP de France 1992 : lors du premier tour, blotti derrière la McLaren d'Ayrton Senna, Michael Schumacher manque un freinage et percute le champion du monde brésilien, provoquant son abandon.

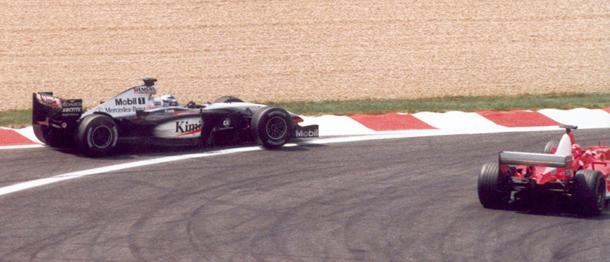
Kimi Räikkönen part à la faute et se fait déborder par Michael Schumacher ; le tournant de l'édition 2002.

- GP de France 1996 : les monoplaces motorisées par Renault réalisent un quadruplé (Damon Hill, Jacques Villeneuve, Jean Alesi, Gerhard Berger) quelques jours après l'annonce du retrait du constructeur français à la fin du championnat du monde 1997.
- GP de France 1999 : le samedi, Rubens Barrichello réalise l'unique pole position de l'écurie Stewart Grand Prix. Disputé dans des conditions météorologiques dantesques, le Grand Prix donne lieu à un scénario à rebondissement d'où émerge en vainqueur l'inattendu Heinz-Harald Frentzen sur Jordan-Mugen.
- GP de France 2002 : Vainqueur de la course après avoir notamment profité d'une erreur de Kimi Räikkönen en vue de l'arrivée, Michael Schumacher (Ferrari) remporte son cinquième titre mondial alors que six Grands Prix restent à courir. Jamais un champion du monde n'avait été sacré aussi tôt dans la saison.
- GP de France 2006 : le Grand Prix de France devient le premier Grand Prix à célébrer son centenaire. La course est remportée par Michael Schumacher, pour la huitième fois.
- GP de France 2008 : le samedi, Kimi Räikkönen signe la 200e pole position de la Scuderia Ferrari en Formule 1. En tête jusqu'à la mi-course, le Finlandais, en proie à des problèmes d'échappement, laisse la victoire à son coéquipier Felipe Massa, qui s'empare du commandement du championnat du monde pour la première fois de sa carrière. Dans les derniers hectomètres, Jarno Trulli (Toyota), résiste aux assauts de la McLaren d'Heikki Kovalainen et grimpe sur le podium. Ce Grand Prix est le dernier disputé sur le circuit de Nevers Magny-Cours, utilisé depuis 1991.
- GP de France 2018 : le Grand Prix revient au calendrier après dix ans d'absence, sur le circuit Paul-Ricard. Lewis Hamilton remporte une épreuve marquée par l'accrochage des pilotes français Esteban Ocon et Pierre Gasly qui abandonnent dès le premier tour, ainsi que par l'accrochage entre Sebastian Vettel et Valtteri Bottas, là aussi dans le premier tour. En remportant l'épreuve, Hamilton s'est ainsi imposé sur chacun des circuits utilisés dans l'actuel championnat du monde.

## Palmarès

### Par année

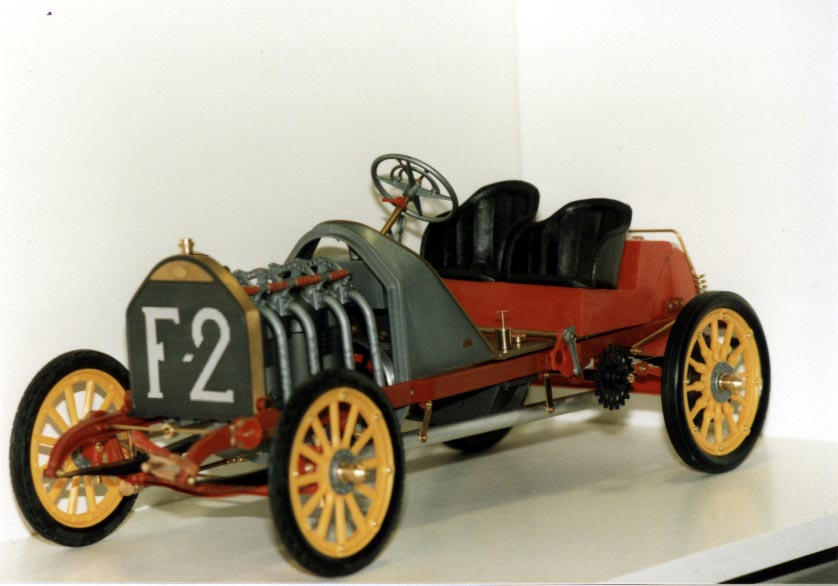
Fiat 130HP Corsa, modèle victorieux en 1907.

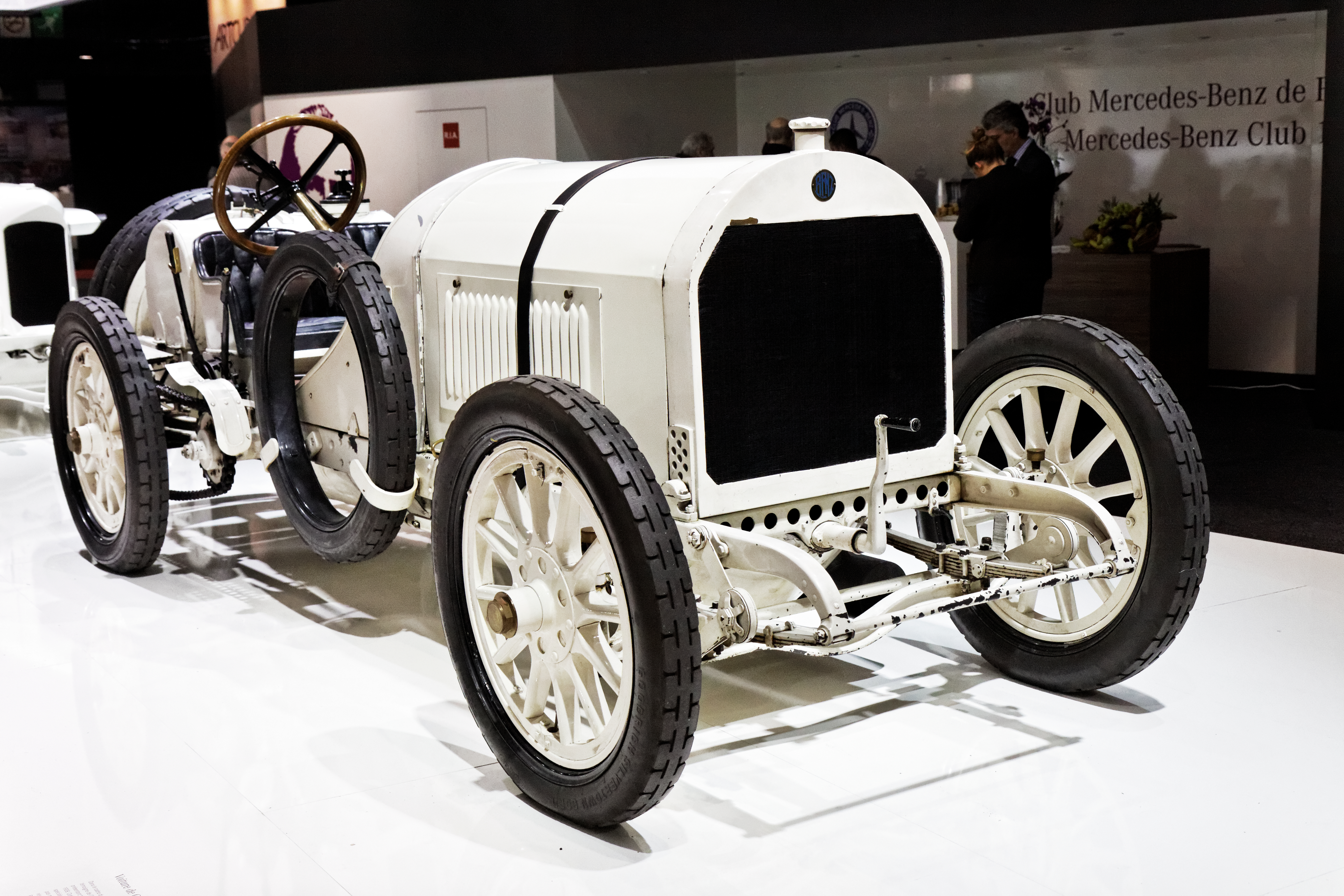
La Mercedes GP 140hp de 1908.

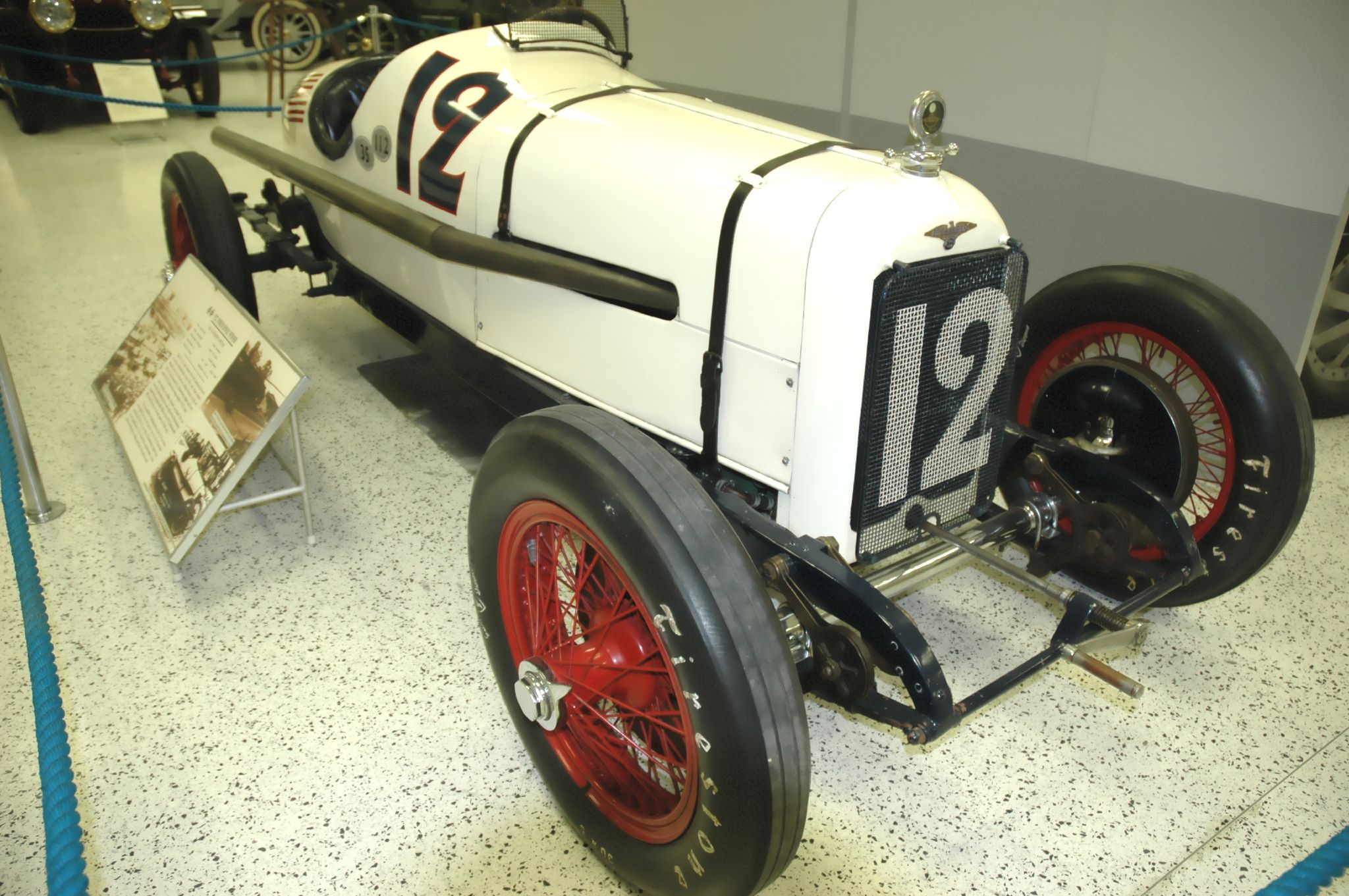
La Duesenberg de Jimmy Murphy, victorieuse du GP de France 1921 et de l'Indy 500 1922 (IMS museum).

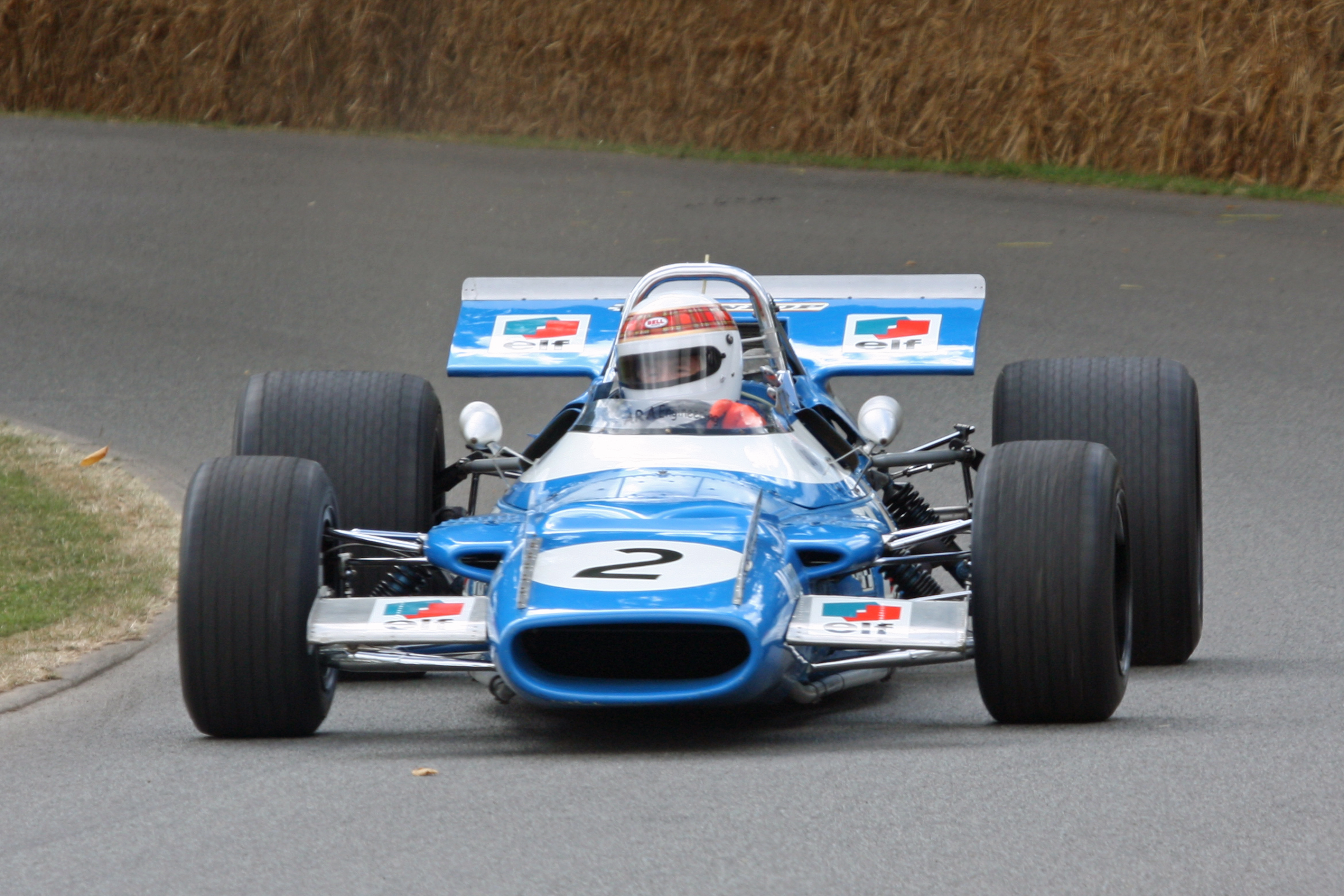
La Matra MS80-Ford de Jackie Stewart en 1969 (au volant à Goodwood).

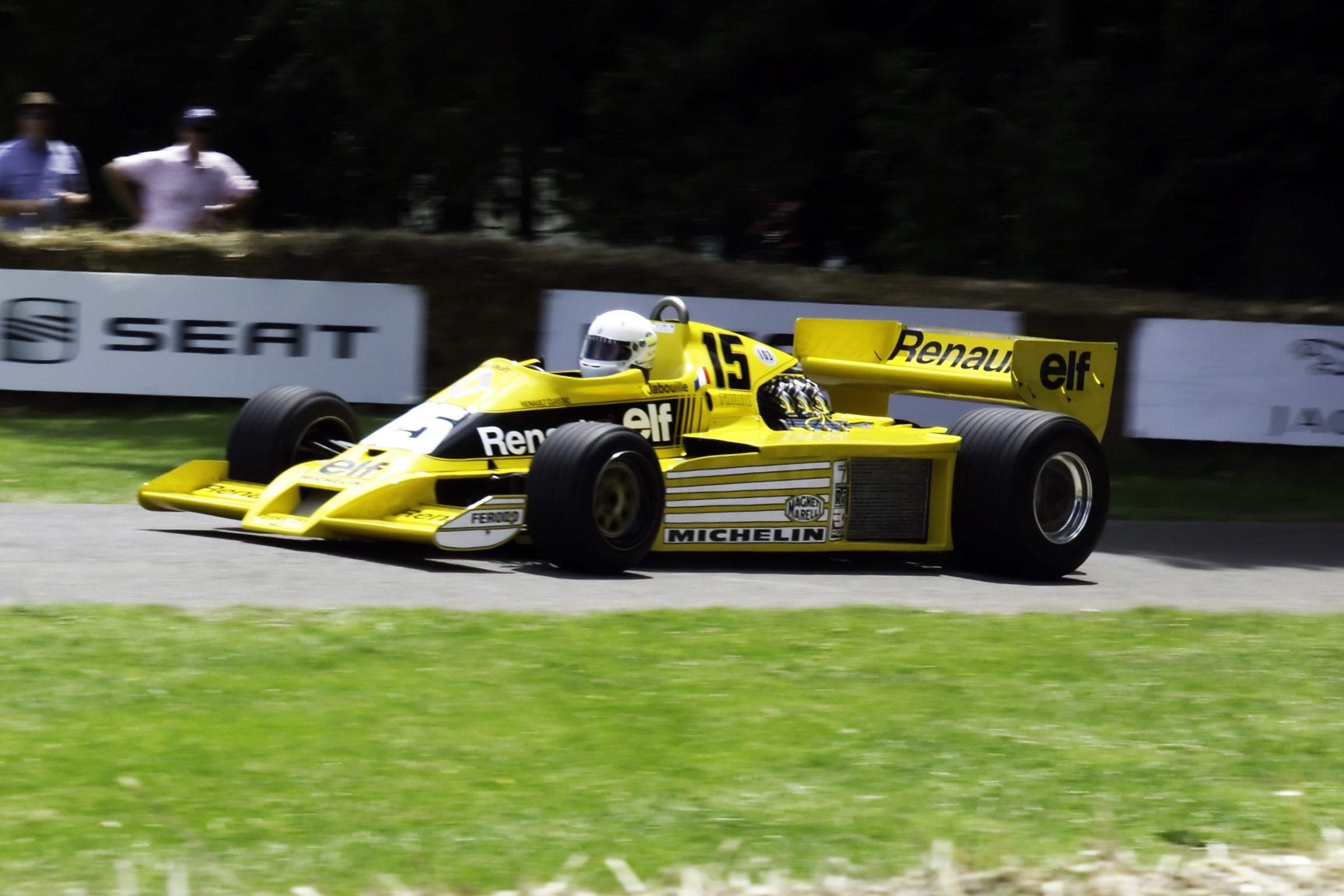
La Renault RS01 de Jabouille en 1978.

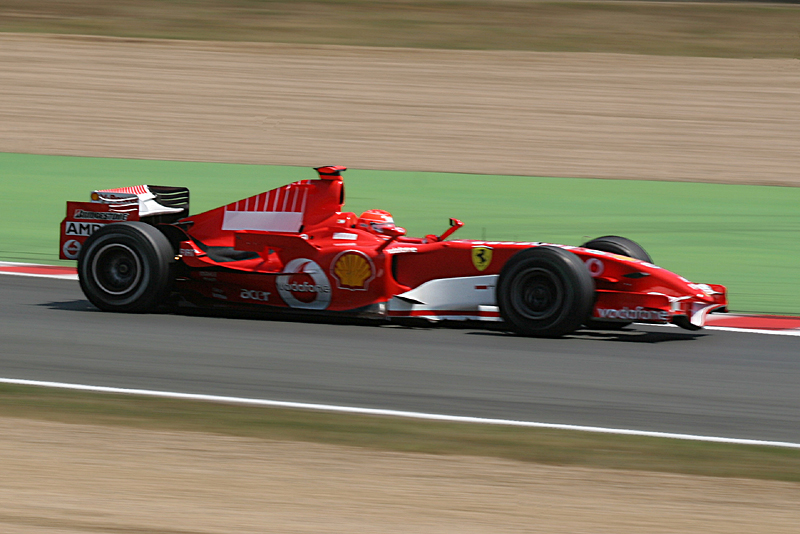
Michael Schumacher, recordman des victoires au Grand Prix de France, lors du tour d'honneur du GP de France 2006.

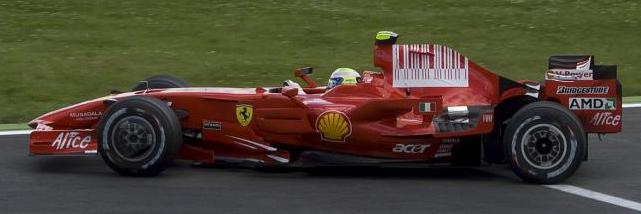
Felipe Massa, le dernier vainqueur à Magny-Cours.

- Événements qui ne faisaient pas partie du championnat du monde de Formule 1
- Évènements qui faisaient partie du championnat du monde des manufacturiers ou du championnat d'Europe des pilotes avant guerre
- Courses Sport en 1936 et 1937

| Année       | Vainqueur                                                          | Constructeur                                                       | Circuit                                                            | Résultats                                                          |
| ----------- | ------------------------------------------------------------------ | ------------------------------------------------------------------ | ------------------------------------------------------------------ | ------------------------------------------------------------------ |
| 1906        | Ferenc Szisz                                                       | Renault                                                            | Le Mans                                                            | Résultats                                                          |
| 1907        | Felice Nazzaro                                                     | Fiat                                                               | Dieppe                                                             | Résultats                                                          |
| 1908        | Christian Lautenschlager                                           | Mercedes                                                           | Dieppe                                                             | Résultats                                                          |
| 1909-1910   | Non couru                                                          | Non couru                                                          | Non couru                                                          | Non couru                                                          |
| 1911 *      | Victor Hémery                                                      | Fiat                                                               | Le Mans                                                            | Résultats                                                          |
| 1912        | Georges Boillot                                                    | Peugeot                                                            | Dieppe                                                             | Résultats                                                          |
| 1913        | Georges Boillot                                                    | Peugeot                                                            | Amiens                                                             | Résultats                                                          |
| 1914        | Christian Lautenschlager                                           | Mercedes                                                           | Lyon                                                               | Résultats                                                          |
| 1915-1920   | Non couru                                                          | Non couru                                                          | Non couru                                                          | Non couru                                                          |
| 1921        | Jimmy Murphy                                                       | Duesenberg                                                         | Le Mans                                                            | Résultats                                                          |
| 1922        | Felice Nazzaro                                                     | Fiat                                                               | Strasbourg                                                         | Résultats                                                          |
| 1923        | Henry Segrave                                                      | Sunbeam                                                            | Tours                                                              | Résultats                                                          |
| 1924        | Giuseppe Campari                                                   | Alfa Romeo                                                         | Lyon                                                               | Résultats                                                          |
| 1925        | Robert Benoist Albert Divo                                         | Delage                                                             | Montlhéry                                                          | Résultats                                                          |
| 1926        | Jules Goux                                                         | Bugatti                                                            | Miramas                                                            | Résultats                                                          |
| 1927        | Robert Benoist                                                     | Delage                                                             | Montlhéry                                                          | Résultats                                                          |
| 1928 **     | William Grover-Williams                                            | Bugatti                                                            | Saint-Gaudens                                                      | Résultats                                                          |
| 1929        | William Grover-Williams                                            | Bugatti                                                            | Le Mans                                                            | Résultats                                                          |
| 1930        | Philippe Étancelin                                                 | Bugatti                                                            | Pau                                                                | Résultats                                                          |
| 1931        | Louis Chiron Achille Varzi                                         | Bugatti                                                            | Montlhéry                                                          | Résultats                                                          |
| 1932        | Tazio Nuvolari                                                     | Alfa Romeo                                                         | Reims                                                              | Résultats                                                          |
| 1933        | Giuseppe Campari                                                   | Maserati                                                           | Montlhéry                                                          | Résultats                                                          |
| 1934        | Louis Chiron                                                       | Alfa Romeo                                                         | Montlhéry                                                          | Résultats                                                          |
| 1935        | Rudolf Caracciola                                                  | Mercedes-Benz                                                      | Montlhéry                                                          | Résultats                                                          |
| 1936        | Jean-Pierre Wimille Raymond Sommer                                 | Bugatti                                                            | Montlhéry                                                          | Résultats                                                          |
| 1937        | Louis Chiron                                                       | Talbot                                                             | Montlhéry                                                          | Résultats                                                          |
| 1938        | Manfred von Brauchitsch                                            | Mercedes-Benz                                                      | Reims                                                              | Résultats                                                          |
| 1939        | Hermann Paul Müller                                                | Auto Union                                                         | Reims                                                              | Résultats                                                          |
| 1940-1946   | Non couru                                                          | Non couru                                                          | Non couru                                                          | Non couru                                                          |
| 1947        | Louis Chiron                                                       | Talbot                                                             | Lyon-Parilly                                                       | Résultats                                                          |
| 1948        | Jean-Pierre Wimille                                                | Alfa Romeo                                                         | Reims                                                              | Résultats                                                          |
| 1949        | Louis Chiron                                                       | Talbot                                                             | Reims                                                              | Résultats                                                          |
| 1950        | Juan Manuel Fangio                                                 | Alfa Romeo                                                         | Reims                                                              | Résultats                                                          |
| 1951        | Luigi Fagioli Juan Manuel Fangio                                   | Alfa Romeo                                                         | Reims                                                              | Résultats                                                          |
| 1952        | Alberto Ascari                                                     | Ferrari                                                            | Rouen-les-Essarts                                                  | Résultats                                                          |
| 1953        | Mike Hawthorn                                                      | Ferrari                                                            | Reims                                                              | Résultats                                                          |
| 1954        | Juan Manuel Fangio                                                 | Mercedes-Benz                                                      | Reims                                                              | Résultats                                                          |
| 1955        | Épreuve annulée à la suite de la catastrophe des 24 Heures du Mans | Épreuve annulée à la suite de la catastrophe des 24 Heures du Mans | Épreuve annulée à la suite de la catastrophe des 24 Heures du Mans | Épreuve annulée à la suite de la catastrophe des 24 Heures du Mans |
| 1956        | Peter Collins                                                      | Ferrari                                                            | Reims                                                              | Résultats                                                          |
| 1957        | Juan Manuel Fangio                                                 | Maserati                                                           | Rouen-les-Essarts                                                  | Résultats                                                          |
| 1958        | Mike Hawthorn                                                      | Ferrari                                                            | Reims                                                              | Résultats                                                          |
| 1959        | Tony Brooks                                                        | Ferrari                                                            | Reims                                                              | Résultats                                                          |
| 1960        | Jack Brabham                                                       | Cooper-Climax                                                      | Reims                                                              | Résultats                                                          |
| 1961        | Giancarlo Baghetti                                                 | Ferrari                                                            | Reims                                                              | Résultats                                                          |
| 1962        | Dan Gurney                                                         | Porsche                                                            | Rouen-les-Essarts                                                  | Résultats                                                          |
| 1963        | Jim Clark                                                          | Lotus-Climax                                                       | Reims                                                              | Résultats                                                          |
| 1964        | Dan Gurney                                                         | Brabham-Climax                                                     | Rouen-les-Essarts                                                  | Résultats                                                          |
| 1965        | Jim Clark                                                          | Lotus-Climax                                                       | Charade                                                            | Résultats                                                          |
| 1966        | Jack Brabham                                                       | Brabham-Repco                                                      | Reims                                                              | Résultats                                                          |
| 1967        | Jack Brabham                                                       | Brabham-Repco                                                      | Le Mans                                                            | Résultats                                                          |
| 1968        | Jacky Ickx                                                         | Ferrari                                                            | Rouen-les-Essarts                                                  | Résultats                                                          |
| 1969        | Jackie Stewart                                                     | Matra-Ford                                                         | Charade                                                            | Résultats                                                          |
| 1970        | Jochen Rindt                                                       | Lotus-Ford                                                         | Charade                                                            | Résultats                                                          |
| 1971        | Jackie Stewart                                                     | Tyrrell-Ford                                                       | Paul-Ricard                                                        | Résultats                                                          |
| 1972        | Jackie Stewart                                                     | Tyrrell-Ford                                                       | Charade                                                            | Résultats                                                          |
| 1973        | Ronnie Peterson                                                    | Lotus-Ford                                                         | Paul-Ricard                                                        | Résultats                                                          |
| 1974        | Ronnie Peterson                                                    | Lotus-Ford                                                         | Dijon-Prenois                                                      | Résultats                                                          |
| 1975        | Niki Lauda                                                         | Ferrari                                                            | Paul-Ricard                                                        | Résultats                                                          |
| 1976        | James Hunt                                                         | McLaren-Ford                                                       | Paul-Ricard                                                        | Résultats                                                          |
| 1977        | Mario Andretti                                                     | Lotus-Ford                                                         | Dijon-Prenois                                                      | Résultats                                                          |
| 1978        | Mario Andretti                                                     | Lotus-Ford                                                         | Paul-Ricard                                                        | Résultats                                                          |
| 1979        | Jean-Pierre Jabouille                                              | Renault                                                            | Dijon-Prenois                                                      | Résultats                                                          |
| 1980        | Alan Jones                                                         | Williams-Ford                                                      | Paul-Ricard                                                        | Résultats                                                          |
| 1981        | Alain Prost                                                        | Renault                                                            | Dijon-Prenois                                                      | Résultats                                                          |
| 1982        | René Arnoux                                                        | Renault                                                            | Paul-Ricard                                                        | Résultats                                                          |
| 1983        | Alain Prost                                                        | Renault                                                            | Paul-Ricard                                                        | Résultats                                                          |
| 1984        | Niki Lauda                                                         | McLaren-TAG                                                        | Dijon-Prenois                                                      | Résultats                                                          |
| 1985        | Nelson Piquet                                                      | Brabham-BMW                                                        | Paul-Ricard                                                        | Résultats                                                          |
| 1986        | Nigel Mansell                                                      | Williams-Honda                                                     | Paul-Ricard                                                        | Résultats                                                          |
| 1987        | Nigel Mansell                                                      | Williams-Honda                                                     | Paul-Ricard                                                        | Résultats                                                          |
| 1988        | Alain Prost                                                        | McLaren-Honda                                                      | Paul-Ricard                                                        | Résultats                                                          |
| 1989        | Alain Prost                                                        | McLaren-Honda                                                      | Paul-Ricard                                                        | Résultats                                                          |
| 1990        | Alain Prost                                                        | Ferrari                                                            | Paul-Ricard                                                        | Résultats                                                          |
| 1991        | Nigel Mansell                                                      | Williams-Renault                                                   | Magny-Cours                                                        | Résultats                                                          |
| 1992        | Nigel Mansell                                                      | Williams-Renault                                                   | Magny-Cours                                                        | Résultats                                                          |
| 1993        | Alain Prost                                                        | Williams-Renault                                                   | Magny-Cours                                                        | Résultats                                                          |
| 1994        | Michael Schumacher                                                 | Benetton-Ford                                                      | Magny-Cours                                                        | Résultats                                                          |
| 1995        | Michael Schumacher                                                 | Benetton-Renault                                                   | Magny-Cours                                                        | Résultats                                                          |
| 1996        | Damon Hill                                                         | Williams-Renault                                                   | Magny-Cours                                                        | Résultats                                                          |
| 1997        | Michael Schumacher                                                 | Ferrari                                                            | Magny-Cours                                                        | Résultats                                                          |
| 1998        | Michael Schumacher                                                 | Ferrari                                                            | Magny-Cours                                                        | Résultats                                                          |
| 1999        | Heinz-Harald Frentzen                                              | Jordan-Mugen-Honda                                                 | Magny-Cours                                                        | Résultats                                                          |
| 2000        | David Coulthard                                                    | McLaren-Mercedes                                                   | Magny-Cours                                                        | Résultats                                                          |
| 2001        | Michael Schumacher                                                 | Ferrari                                                            | Magny-Cours                                                        | Résultats                                                          |
| 2002        | Michael Schumacher                                                 | Ferrari                                                            | Magny-Cours                                                        | Résultats                                                          |
| 2003        | Ralf Schumacher                                                    | Williams-BMW                                                       | Magny-Cours                                                        | Résultats                                                          |
| 2004        | Michael Schumacher                                                 | Ferrari                                                            | Magny-Cours                                                        | Résultats                                                          |
| 2005        | Fernando Alonso                                                    | Renault                                                            | Magny-Cours                                                        | Résultats                                                          |
| 2006        | Michael Schumacher                                                 | Ferrari                                                            | Magny-Cours                                                        | Résultats                                                          |
| 2007        | Kimi Räikkönen                                                     | Ferrari                                                            | Magny-Cours                                                        | Résultats                                                          |
| 2008        | Felipe Massa                                                       | Ferrari                                                            | Magny-Cours                                                        | Résultats                                                          |
| 2009-2017   | Non couru                                                          | Non couru                                                          | Non couru                                                          | Non couru                                                          |
| 2018        | Lewis Hamilton                                                     | Mercedes                                                           | Paul-Ricard                                                        | Résultats                                                          |
| 2019        | Lewis Hamilton                                                     | Mercedes                                                           | Paul-Ricard                                                        | Résultats                                                          |
| 2020        | Épreuve annulée à cause de la pandémie de Covid-19                 | Épreuve annulée à cause de la pandémie de Covid-19                 | Épreuve annulée à cause de la pandémie de Covid-19                 | Épreuve annulée à cause de la pandémie de Covid-19                 |
| 2021        | Max Verstappen                                                     | Red Bull-Honda                                                     | Paul-Ricard                                                        | Résultats                                                          |
| 2022        | Max Verstappen                                                     | Red Bull                                                           | Paul-Ricard                                                        | Résultats                                                          |
| Depuis 2023 | Non couru                                                          | Non couru                                                          | Non couru                                                          | Non couru                                                          |

* Le Grand Prix de 1911 a été organisé par l'Automobile Club de l'Ouest et non par l'Automobile Club de France et s'est déroulé comme le « Grand Prix de l'ACO ». Pour cette raison, il n'est pas toujours considéré comme étant un Grand Prix de France. L'épreuve prend alors aussi la dénomination de « Grand Prix des Vieux Tacots », appelé ainsi car précédé d'une parade de voitures anciennes.

** Le Grand Prix de 1928 n'a pas été organisé par l'ACF mais par la Commission sportive internationale, et portait le nom de « Coupe de la Commission sportive », se déroulant sur voitures de sport.

### Par constructeurs
| Nb de victoires | Constructeurs | Années |
| --------------- | ------------- | --- |
| 17              | Ferrari       | 1952 - 1953 - 1956 - 1958 - 1959 - 1961 - 1968 - 1975 - 1990 - 1997 1998 - 2001 - 2002 - 2004 - 2006 - 2007 - 2008 |
| 8               | Williams      | 1980 - 1986 - 1987 - 1991 - 1992 - 1993 - 1996 - 2003                                                              |
| 7               | Lotus         | 1963 - 1965 - 1970 - 1973 - 1974 - 1977 - 1978                                                                     |
| 7               | Mercedes      | 1908 - 1914 - 1935 - 1938 - 1954 - 2018- 2019                                                                      |
| 6               | Bugatti       | 1926 - 1928 - 1929 - 1930 - 1931 - 1936                                                                            |
| 6               | Alfa Romeo    | 1924 - 1932 - 1934 - 1948 - 1950 - 1951                                                                            |
| 6               | Renault       | 1906 - 1979 - 1981 - 1982 - 1983 - 2005                                                                            |
| 5               | McLaren       | 1976 - 1984 - 1988 - 1989 - 2000                                                                                   |
| 4               | Brabham       | 1964 - 1966 - 1967 - 1985                                                                                          |
| 3               | Fiat          | 1907 - 1911 - 1922                                                                                                 |
| 3               | Talbot        | 1937 - 1947 - 1949                                                                                                 |
| 2               | Peugeot       | 1912 - 1913 |
| 2               | Delage        | 1925 - 1927 |
| 2               | Maserati      | 1933 - 1957 |
| 2               | Tyrrell       | 1971 - 1972 |
| 2               | Benetton      | 1994 - 1995 |
| 2               | Red Bull      | 2021 - 2022 |

| Pos. | Nation      | Victoire(s) |
| ---- | ----------- | ----------- |
| 1er  | Royaume-Uni | 30          |
| 2e   | Italie      | 28          |
| 3e   | France      | 20          |
| 4e   | Allemagne   | 9           |
| 5e   | Autriche    | 2           |
| 6e   | États-Unis  | 1           |
| 6e   | Irlande     | 1           |

### Par nombres de victoires
Un fond rose indique un événement qui ne faisait pas partie du Championnat du monde de Formule 1. Un fond jaune indique un événement qui faisait partie du championnat d'Europe d'avant la Seconde Guerre mondiale.
| Nb de victoires | Pilotes                  | Années                                                |
| --------------- | ------------------------ | ----------------------------------------------------- |
| 8               | Michael Schumacher       | 1994 - 1995 - 1997 - 1998 - 2001 - 2002 - 2004 - 2006 |
| 6               | Alain Prost              | 1981 - 1983 - 1988 - 1989 - 1990 - 1993               |
| 5               | Louis Chiron             | 1931* 1934, 1937, 1947, 1949                          |
| 4               | Juan Manuel Fangio       | 1950 - 1951 - 1954 - 1957                             |
| 4               | Nigel Mansell            | 1986 - 1987 - 1991 - 1992                             |
| 3               | Jack Brabham             | 1960, 1966, 1967                                      |
| 3               | Jackie Stewart           | 1969, 1971, 1972                                      |
| 2               | Christian Lautenschlager | 1908, 1914                                            |
| 2               | Felice Nazzaro           | 1907, 1922                                            |
| 2               | Georges Boillot          | 1912, 1913                                            |
| 2               | Giuseppe Campari         | 1924, 1933                                            |
| 2               | Robert Benoist           | 1925, 1927                                            |
| 2               | William Grover-Williams  | 1928, 1929                                            |
| 2               | Jean-Pierre Wimille      | 1936, 1948                                            |
| 2               | Mike Hawthorn            | 1953, 1958                                            |
| 2               | Dan Gurney               | 1962, 1964                                            |
| 2               | Jim Clark                | 1963, 1965                                            |
| 2               | Ronnie Peterson          | 1973, 1974                                            |
| 2               | Mario Andretti           | 1977, 1978                                            |
| 2               | Niki Lauda               | 1975, 1984                                            |
| 2               | Lewis Hamilton           | 2018, 2019                                            |
| 2               | Max Verstappen           | 2021, 2022                                            |

| Pos. | Nation      | Victoire(s) |
| ---- | ----------- | ----------- |
| 1er  | Royaume-Uni | 20          |
| 2e   | France      | 17          |
| 3e   | Allemagne   | 16          |
| 4e   | Italie      | 8           |
| 5e   | États-Unis  | 5           |
| 6e   | Monaco      | 4,5         |
| 7e   | Australie   | 4           |
| 8e   | Argentine   | 3,5         |
| 9e   | Autriche    | 3           |
| 10e  | Brésil      | 2           |
| 10e  | Pays-Bas    | 2           |
| 11e  | Finlande    | 1           |

* Louis Chiron a gagné la course de 1931, mais a partagé la victoire avec Achille Varzi.

### Huit premiers Grand Prix de l'ACF
Route de ville à ville, et intitulés rétrospectifs.
| Année | Épreuve                                                             | Vainqueur                             | Voiture                               |
| ----- | ------------------------------------------------------------------- | ------------------------------------- | ------------------------------------- |
| 1895  | Paris-Bordeaux-Paris                                                | Paul Koechlin                         | Peugeot                               |
| 1896  | Paris-Marseille-Paris                                               | Émile Mayade                          | Panhard & Levassor                    |
| 1897  | titre non décerné (rétrospectivement)                               | titre non décerné (rétrospectivement) | titre non décerné (rétrospectivement) |
| 1898  | Paris-Amsterdam-Paris                                               | Fernand Charron                       | Panhard & Levassor                    |
| 1899  | Tour de France automobile                                           | René de Knyff                         | Panhard & Levassor                    |
| 1900  | Paris-Toulouse-Paris (cadre Exposition universelle/Jeux olympiques) | Alfred « Levegh » Velghe              | Mors                                  |
| 1901  | Paris-Berlin                                                        | Henri Fournier                        | Mors                                  |
| 1902  | Paris-Vienne                                                        | Marcel Renault                        | Renault                               |
| 1903  | Paris-Madrid (Paris-Bordeaux)                                       | Fernand Gabriel                       | Mors                                  |

### Grands Prix de l'ACF Tourisme
Le Grand Prix de l'ACF s'est également couru en voitures de tourisme en 1922 (Henri Rougier sur Voisin), 1923 (André Boillot sur Peugeot Type 174S, et triplé de la marque), 1924 (Christian Dauvergne sur Peugeot, et Émile Lacharnay sur Cottin-Desgouttes pour les voiturettes avec un doublé de la marque), et 1925 (André Boillot, sur Peugeot 18 CV).

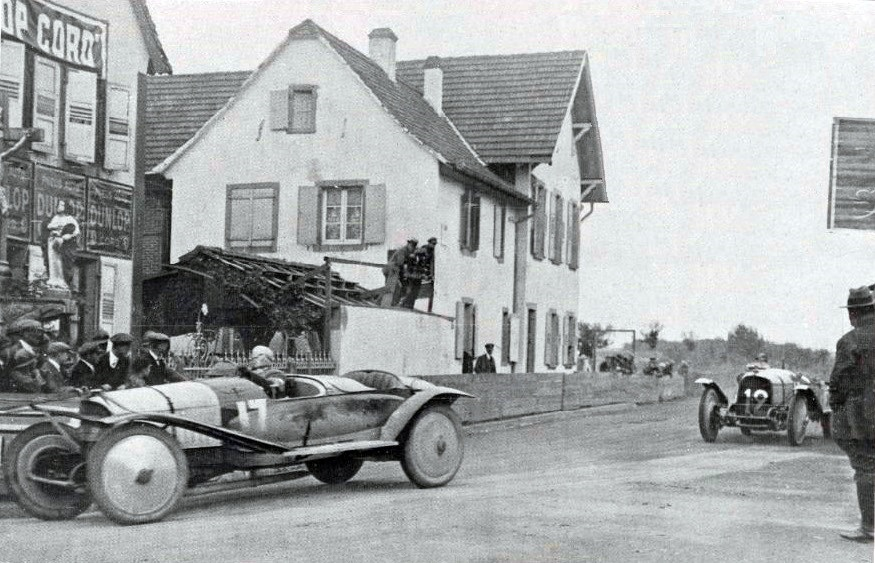
Grand Prix de l'A.C.F. 1922 tourisme à Strasbourg, Piccioni devant Henri Rougier (futur vainqueur), tous deux sur Voisin.
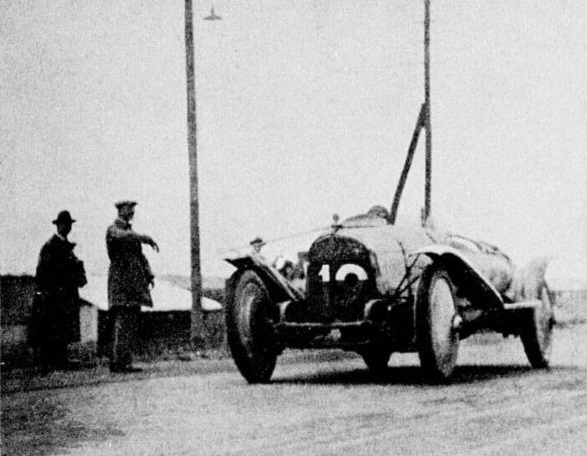
Henri Rougier vainqueur du GP de l'A.C.F. 1922 tourisme, sur Voisin.
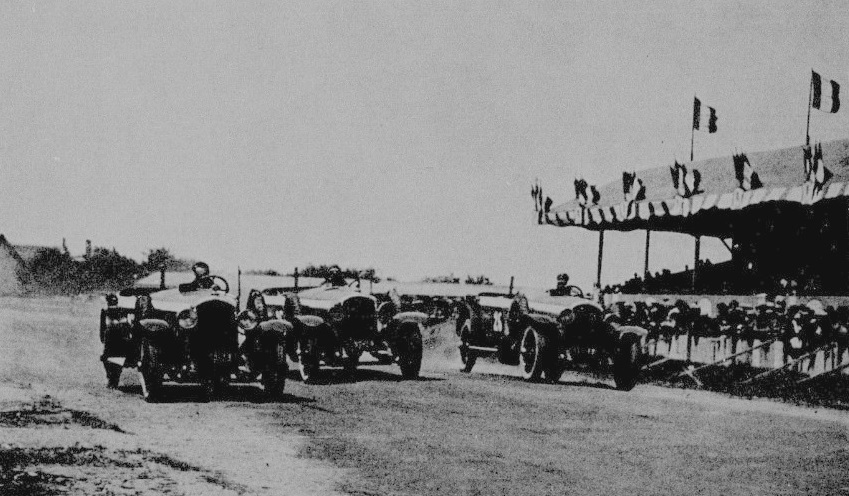
Victoire de trois Peugeot au GP de l'ACF tourisme en 1923.
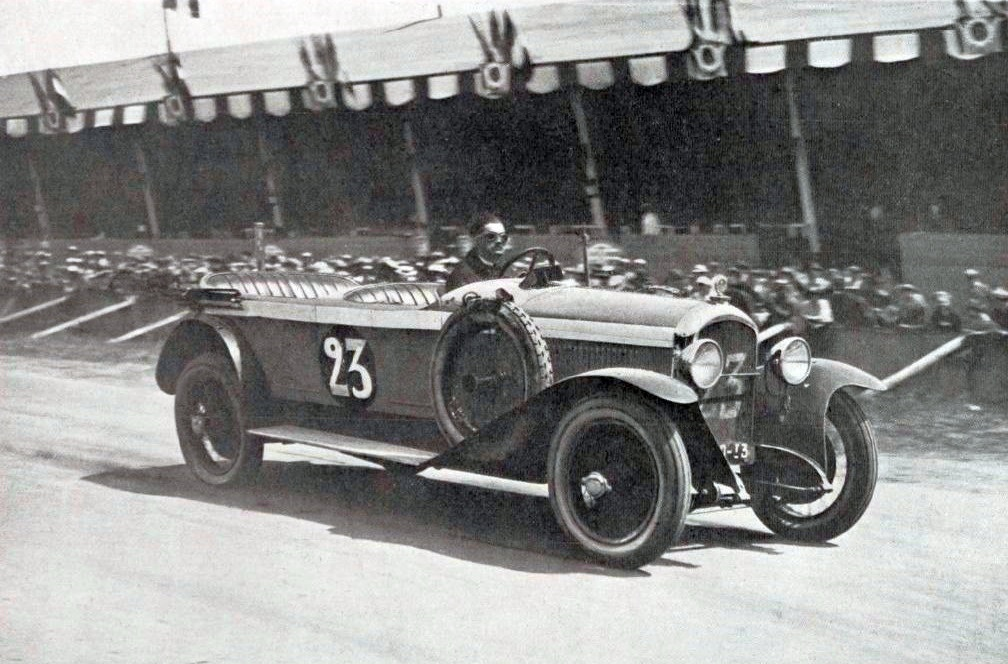
André Boillot sur Peugeot T174S, vainqueur du Grand Prix de l'ACF tourisme 1923.
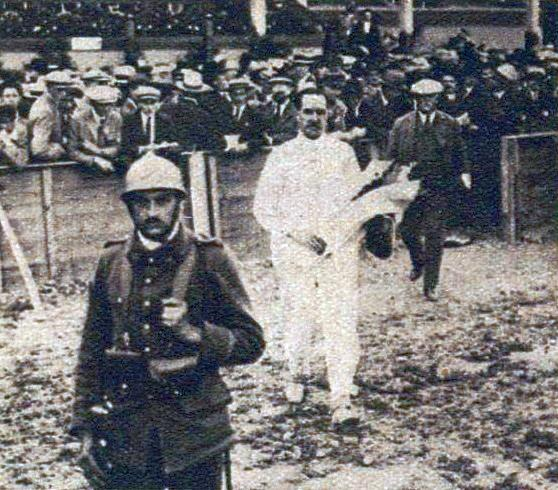
Christian Dauvergne vainqueur en 1924 sur Peugeot.
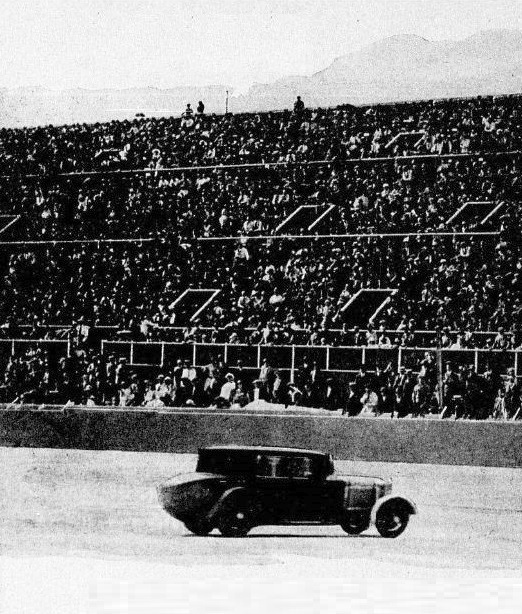
André Boillot vainqueur du GP de l'ACF tourisme en 1925.